# 894 (szám)
A 894 (római számmal: DCCCXCIV) egy természetes szám, szfenikus szám, a 2, a 3 és a 149 szorzata.

## A szám a matematikában
A tízes számrendszerbeli 894-es a kettes számrendszerben 1101111110, a nyolcas számrendszerben 1576, a tizenhatos számrendszerben 37E alakban írható fel.
A 894 páros szám, összetett szám, azon belül szfenikus szám, kanonikus alakban a 21 · 31 · 1491 szorzattal, normálalakban a 8,94 · 102 szorzattal írható fel. Nyolc osztója van a természetes számok halmazán, ezek növekvő sorrendben: 1, 2, 3, 6, 149, 298, 447 és 894.
Érinthetetlen szám: nem áll elő pozitív egész számok valódiosztóösszeg-függvényeként.
A 894 négyzete 799 236, köbe 714 516 984, négyzetgyöke 29,89983, köbgyöke 9,63339, reciproka 0,0011186. A 894 egység sugarú kör kerülete 5617,16766 egység, területe 2 510 873,946 területegység; a 894 egység sugarú gömb térfogata 2 992 961 743,7 térfogategység.